# 坦克戰隊
《坦克戰隊》是由臺灣遊戲開發商力可科技股份有限公司於2009年推出的一款的大型多人网页坦克射击遊戲。《坦克戰隊》在Facebook採用Facebook幣作為儲值方式。《坦克戰隊》為《坦克大決戰Online》二代。在遊戲故事中，玩家駕駛坦克操控武器和其他競爭者对战。
第一次官方比賽冠軍得主：
目前玩家多為中後期玩家
偶爾初代玩家會相約遊玩
但是大多中後期玩家還是不敵初代玩家的遊戲經驗

## 操作
《坦克戰隊》是多人連線的坦克對戰遊戲，在遊戲中玩家通過键盘鍵（W上、S下、A左、D右或以方向鍵移動）控制坦克移動、開砲射擊或使用特殊武器攻擊或擺設地面攻擊武器及投射空中攻擊武器。玩家有二個數值，即HP和特殊能力值（EN）與怒氣值，當玩家被敵人擊中時HP值即會減少，而發動技能時則會消耗EN，而當戰車不攻擊时EN就會慢慢補充。當玩家有戰寵時，就可因為玩家遭受攻擊而提升怒氣值。怒氣值全滿時可點擊怒氣值框，點擊怒氣值框時戰寵就會使用各自的技能幫助玩家。

## 模式

### 多人對戰
可供2-8名玩家進行對戰。

### 訓練模式
可供1名玩家跟電腦進行對戰，訓練模式分為1-8級，1級最易，8級最難。

## 特殊模式
特殊模式分為：闖關模式、保衛戰、王戰模式和殊死戰

### 闖關模式
可供1-8名玩家合力攻打魔王，最後成功挑戰魔王及存活的玩家，便有機會獲得奬勵。

### 保衛戰
可供2-8名玩家分成兩組，成功破壞對方的「黄金鷹」及保護好我方的「黄金鷹」勝利。

### 王戰模式
需4名玩家或以上才可進行遊戲，其中一名玩家會成為魔王，跟闖關模式一樣，最後成功挑戰魔王，便可獲得勝利。

### 殊死戰
最多8名玩家分成兩組，殊死戰可以重生，但每次重生重生數便會減一，哪組重生數先歸零哪組便輸。

## 世界觀
力可全球集團的坐大讓世界政府芒刺在背,世界政府高層採納 維和部隊參謀 "迪拉克中將" 建議 無限制動用龐大的世界政府資源對抗 力可重工, 此舉導致世界又再度陷入戰亂與恐懼...
經過了6年的動亂, 世界各地一片反戰聲浪, 為平息輿論與安定人心, 世界政府高層作出了決定, 解散維和部隊並與力可集團握手言和, 而迪拉克中將及其部屬便成了代罪羔羊...
三個月後世界政府召開世界法庭並同步衛星實況轉播, 最後的審判結果並不讓人意外, 迪拉克及其麾下背負 動亂世界罪 全員處以死刑...